# Louis Dufour (scientifique)
Pour les articles homonymes, voir Louis Dufour.
Louis Dufour, né le 17 février 1832 à Veytaux et mort le 14 novembre 1892 à Lausanne, est un scientifique suisse. Originaire du Châtelard (aujourd'hui commune de Montreux), il est le fils de Jean-Pierre, instituteur, et d'Anne Françoise Charlotte Champel, et a 2 frères : Charles, astronome et Marc, devenu oculiste reconnu.

## Biographie

### Études
Il est élève au collège de Vevey avant de poursuivre des études de physique à l'académie de Lausanne en 1849, et à Paris de 1850 à 1853 à l'école normale protestante où il suite également des cours à l'école polytechnique, au collège de France et au conservatoire des arts et métiers.

### Professorat
Revenu en Suisse, il devient professeur extraordinaire de physique à l'académie de Lausanne en 1853, puis professeur ordinaire et recteur de 1855 à 1875.

## Travaux
Ses recherches portent sur le point de congélation (1860), la densité de la glace (1862), les retards de solidification et d'ébullition de l'eau, la diffusion des gaz.
Il découvre l'effet Dufour en 1872 (variation de la température en fonction de la diffusion). 

## Publication
Il s’intéresse également à la météorologie notamment à la différence entre la pluie et l'évaporation et publie une monographie sur le foehn en 1868.

## Titres
Il est :
- membre d'honneur de la Société des sciences naturelles de Berlin (1866),
- membre du conseil de l'École polytechnique de Zurich (1869).
- docteur honoris causa de l'université de Bâle (1874).

Il refuse les chaires offertes par l'École polytechnique de Zurich en 1867, et 1869, et par l'université de Berne en 1868.